# Kabinett Abela II
Das Kabinett Abela II bildet seit dem 30. März 2022 die Regierung von Malta. Es wurde nach der Parlamentswahl in Malta 2022 gebildet.

## Kabinettsmitglieder
| Amt/Ressort | Foto | Name                                         | Partei |
| --- | ---- | -------------------------------------------- | ------ |
| Premierminister |      | Robert Abela                                 | PL     |
| stellvertretender Premierminister |      | Chris Fearne (bis 12. Mai 2024)              | PL     |
| stellvertretender Premierminister |      | Ian Borg (ab 17. September 2024)             | PL     |
| Gesundheit |      | Chris Fearne (bis 6. Januar 2024)            | PL     |
| Gesundheit |      | Jo Etienne Abela (ab 8. Januar 2024)         | PL     |
| Nationales Erbe, Kunst und Kommunalverwaltung                                                                                           |      | Owen Bonnici                                 | PL     |
| Auswärtige und Europäische Angelegenheiten und Handel                                                                                   |      | Ian Borg                                     | PL     |
| Sozialpolitik und Kinderrechte |      | Michael Falzon                               | PL     |
| Landwirtschaft, Fischerei und Tierrechte                                                                                                |      | Anton Refalo                                 | PL     |
| Soziale und Bezahlbare Unterkünfte |      | Roderick Galdes                              | PL     |
| Wirtschaft, europäische Fonds und Ländereien (bis Januar 2024) Wirtschaft, Unternehmen und strategische Projekte (ab Januar 2024)       |      | Silvio Schembri                              | PL     |
| Inklusion, Freiwilligenorganisationen und Verbraucherrechte (bis Januar 2024) Inklusion und Freiwilligenorganisationen (ab Januar 2024) |      | Julia Farrugia Portelli                      | PL     |
| Verkehr, Infrastruktur und Hauptstadtprojekte (bis Januar 2024) Verkehr, Infrastruktur und öffentliche Arbeiten (ab Januar 2024)        |      | Aaron Farrugia (bis 8. Januar 2024)          | PL     |
| Verkehr, Infrastruktur und Hauptstadtprojekte (bis Januar 2024) Verkehr, Infrastruktur und öffentliche Arbeiten (ab Januar 2024)        |      | Chris Bonett (ab 8. Januar 2024)             | PL     |
| Gozo (bis Januar 2024) Gozo und Planung (ab Januar 2024)                                                                                |      | Clint Camilleri                              | PL     |
| Inneres, Sicherheit, Reformen und Gleichstellung                                                                                        |      | Byron Camilleri                              | PL     |
| Tourismus (bis Januar 2024) Tourismus und öffentliche Sauberkeit (ab Januar 2024)                                                       |      | Clayton Bartolo                              | PL     |
| Umwelt, Energie und Unternehmen |      | Miriam Dalli                                 | PL     |
| Finanzen und Beschäftigung |      | Clyde Caruana                                | PL     |
| Bildung, Sport, Jugend, Forschung und Innovation                                                                                        |      | Clifton Grima                                | PL     |
| Öffentliche Arbeiten und Planung |      | Stefan Zrinzo Azzopardi (bis 8. Januar 2024) | PL     |
| Justiz (bis Januar 2024) Justiz und Reform des Bausektors (ab Januar 2024)                                                              |      | Jonathan Attard                              | PL     |
| Aktives Altern |      | Jo Etienne Abela                             | PL     |
| europäische Fonds, sozialen Dialog und Verbraucherschutz                                                                                |      | Chris Fearne (ab 6. Januar 2024)             | PL     |
| Ländereien und die Umsetzung des Wahlprogramms                                                                                          |      | Stefan Zrinzo Azzopardi (ab 8. Januar 2024)  | PL     |